# Humo Arena
L'Humo Arena è un impianto polifunzionale situato a Tashkent, in Uzbekistan.
Inaugurato nel marzo 2019, lo stadio ha una capienza massima di 12 500 spettatori.